# Saint-Jean-aux-Bois (Oise)
 Saint-Jean-aux-Bois  es una población y comuna francesa, en la región de Picardía, departamento de Oise, en el distrito de Compiègne y cantón de Compiègne-Sud-Est.
Está integrada en la Communauté d'agglomération de la Région de Compiègne.
La población tuvo su origen en un monasterio del siglo XII, construido en el emplazamiento de una capilla. Su gentilicio se debe a que tras la Revolución se llamó La Solitude.

## Demografía
| 221 | 274 | 285 | 302 | 319 | 349 |
| Para los censos de 1962 a 1999 la población legal corresponde a la población sin duplicidades (Fuente: INSEE [Consultar]) |     |     |     |     |     |